# 啟德東
啟德東（英語：Kai Tak East，代號G13）是香港九龍城區議會下轄的選區，2015年設立，當時稱為啟德南，2019年採用現名，2023年取消，末任區議員為經民聯的何華漢。

## 範圍
選區位於啟德發展區東部，名稱亦由此而來，包括德朗邨德瑜樓、德珮樓、德珊樓、德瑩樓、德瓏樓及德瑤樓，與其相連的選區有啓德北、啟德中及南，東面與觀塘區接壤，投票站設於德朗邨內的佛教陳策文伉儷幼稚園。

## 沿革
2014年選舉管理委員會因應啟德發展區內公型住宅落成，選區人口過多，決定將原有啟德選區分拆為三個不同的選區。當中整條啟晴邨及德朗邨德瑜、德珮樓劃成啟德北選區；德朗邨其餘樓宇及啟德發展區其他部分劃為啟德南選區；而原有土瓜灣十三街為主的部分則改名為宋皇臺選區。由於選區範圍改變，民協原啟德區議員楊振宇在宋皇臺選區爭取連任，並由黨友李庭豐出選啟德北選區，經民主動力協調，由民主黨蘇綺雯出選啓德南選區。
2015年區議會選舉，由於啟晴邨及德朗邨為2015年公屋鉛水事件爆發點，有分析認為有利泛民主派奪得有關選區的議席，然而建制派於區內以同鄉會、公屋聯會等社區網絡鞏固支持，選情激烈，結果以獨立身份參選的九社聯、公屋聯會成員何華漢以超過一千四百票差距擊敗欲競逐的民主黨蘇綺雯（2,199對763），成為該區第一任議員。2016年何華漢與鄰區啟德北的區議員梁婉婷加入經民聯。
2019年區議會選舉，由於啟德發展區多個屋苑相繼落成，人口持續上升，選管會將啟德兩個選區重新劃分。當中將啟德北選區內的德朗邨德瑜樓和德珮樓劃入本區，改動後本區改稱啟德東，由德朗邨全邨組成，並將本區的煥然壹居編入啟德北選區，至於啟德發展區其他屋苑則劃入啟德中及南選區，選舉中何華漢以不足六成得票擊敗泛民主派對手黃業東，成功連任。

## 歷屆議員
| 屆別           | 議員   | 政治聯繫 | 政治聯繫 |
| -------------- | ------ | -------- | -------- |
| 2016年－2019年 | 何華漢 |          | 經民聯   |
| 2020年－2023年 | 何華漢 |          | 經民聯   |

## 歷屆選舉結果
| 政党   | 政党       | 候选人    | 票数  | %     | ±      |
| ------ | ---------- | --------- | ----- | ----- | ------ |
|        | 西九新動力 | ①. 何華漢 | 2,638 | 58.98 | -15.26 |
|        | 民主動力   | ②. 黃業東 | 1,835 | 41.02 | 不適用 |
| 多数票 | 多数票     | 多数票    | 803   | 17.96 | -30.52 |

| 政党   | 政党         | 候选人    | 票数  | %     | ±      |
| ------ | ------------ | --------- | ----- | ----- | ------ |
|        | 九龍社團聯會 | ①. 何華漢 | 2,199 | 74.24 | 新選區 |
|        | 民主黨       | ②. 蘇綺雯 | 763   | 25.76 | 新選區 |
| 多数票 | 多数票       | 多数票    | 1,436 | 48.48 | 新選區 |